# André Bauchant

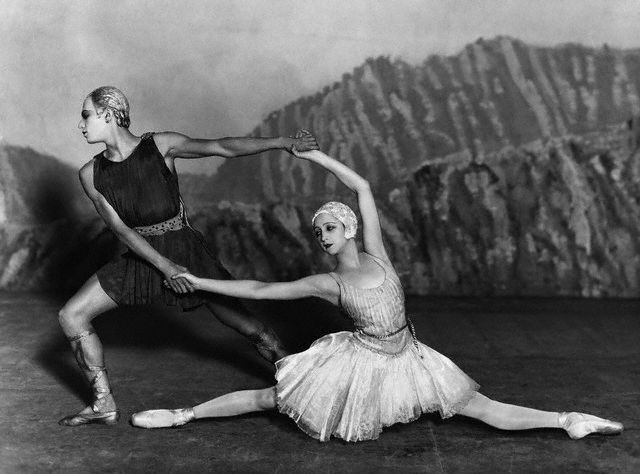
Ballets Russes, André Bauchant.

André Bauchant (Chateau-Renault, 24 de abril de 1873-Montoire, el 12 de agosto de 1958) fue un pintor francés de estilo naïf cuyas composiciones estaban a menudo inspiradas por la mitología y la historia clásica. Autor de cuadros mitológicos y de historia, pintó paisajes de carácter ingenuo y rico colorido. Por encargo de Diágilev realizó en 1928 los decorados y figurines para el Apolo Musageta de Igor Stravinski. Al principio trabajó como jardinero de mercado, por su padre, antes de servir en la Primera Guerra Mundial. Más tarde trabajó como trazador de mapas, antes de inclinarse por una carrera como artista.

## Biografía
Antes de dedicarse a la pintura, y habiendo dejado la escuela con 14 años de edad, a pesar de ser un estudiante ejemplar, fue ayudante de su padre, agricultor y florista en un mercado, hecho que se refleja en gran parte de su obra. A pesar de esto, nunca dejó de leer y estudiar libros de historia y mapas. Esta autoeducación se puede observar en las escenas históricas que pintó en la primera década de su carrera artística.
Posteriormente fue movilizado para intervenir en la I Guerra Mundial, donde sirvió como ilustrador de guerra y formándose como cartógrafo, que le fue muy útil posteriormente.No sería hasta los 45 años de edad, cuando comenzó a dedicarse por completo a la pintura.Tras la contienda regresó a Touraine, donde a trabajó como jardinero y un horticultor. En su tiempo libre le pintó, casi de forma compulsiva lienzo tras lienzo con exuberantes motivos florales, frutas y paisajes muy coloristas. Durante este tiempo para subsistir, trabajó como dibujante de mapas, hasta que inició su carrera artística.
Fue uno de los más importantes artistas autodidactas de principios del siglo XX en Francia, viviendo la mayor parte de su vida entre su pequeño pueblo de Touraine y Blois. Expuso por primera vez en el Salon d’Àutomne  en 1927. En 1928 diseñó los decorados y vestuario, por encargo de Diágilev, para el «Apolo Musageta», de Igor Stravinski.
Tenía sus obras expuestas en distintas galerías de París, gracias al historiador del arte alemán y distribuidor Wilhelm Uhde. Fue miembro junto a Camille Bombois, Séraphine Louis, Henri Rousseau y Louis Vivin, del grupo «Sagrado Corazón», siendo estos los más importantes artistas autodidactas en principios del siglo XX en Francia.
Bauchant murió en Montoire, el 12 de agosto de 1958, cuando contaba con 85 años de edad.

## Obras destacadas
- Femme au chapeau et deux baigneuses
- Danse grecque dans un paysage